# سالم الأذينة
سالم مثيب الأذينة العازمي مواليد 1968 وزير كويتي سابق، ورئيس الهيئة العامة للاتصالات السابق.

## العمل
حاصل على درجة بكالوريوس في هندسة الإلكترونيات من مدينة بوسطن الولايات المتحدة الأمريكية، عُيّن وزيراً للكهرباء والماء سنة 2011، كما عين وزيراً للإعلام ووزيراً للمواصلات بالوكالة. عام 2012 شغل منصب وزير للشئون الاجتماعية والعمل بالوكالة، وسنة 2013 عيّن وزير دولة لشئون الإسكان ووزير البلدية.

## مشاركاته في البرامج المتخصصة
- برنامج ضغوط العمل وإدارة الوقت.
- برنامج استشراف المستقبل.
- برنامج البرمجة اللغوية العصبية واستخدامها في العمل.
- برنامج المدير الدولي.

## مشاركاته في اللجان الحكومية
1. ممثل دولة الكويت في العديد من المحافل والمؤتمرات الإقليمية والعربية والعالمية.
2. رئيس فريق عمل تشغيل الكوابل الدولية.
3. عضو اللجنة التحضيرية لمؤتمر المندوبين المفوضين في الاتحاد الدولي للاتصالات للمؤتمر المنعقد في مدينة منابوليس وفي مدينة مراكش 2002 وفي مدينة (أنتاكيا) تركيا 2006 م.
4. عضو لجنة الإعداد لمؤتمر القمة الخليجي الثامن عشر.
5. عضو للجنة التوجيهية لتشريع وتنظيم الاتصالات وتقنية المعلومات لدول مجلس التعاون الخليجي.
6. عضو لجنة إعداد مسودة مشروع قانون تأسيس هيئة مستقلة لتنظيم الاتصالات.
7. عضو لجنة اعداد مشروعات القرارات اللازمة لتنفيذ القانون رقم 26 لسنة 1996 الخاص بتأسيس شركات لخدمات الاتصالات اللاسلكية وهي اللجنة المسؤولة عن تأسيس وتشغيل الشركة الوطنية للاتصالات.
8. عضو لجنة وضع المواصفات لشبكة الاتصالات الخاصة بالمقاسم لاستيعاب الشركة الجديدة للاتصالات.
9. عضو لجنة تطوير البرامج وصياغة المهام التفصيلية لتطوير المناهج التدريبية بمعهد الاتصالات والملاحة.
10. عضو لجنة الاشراف على شركات الهواتف في وزارة المواصلات.
11. عضو لجنة الطوارئ بوزارة المواصلات.
12. عضو لجنة وضع المواصفات الفنية لأجهزة الرقابة الهاتفية.
13. مستشار في قطاع الاتصالات.
14. مدير إدارة مركز الكويت للاتصالات التابع لوزارة المواصلات.
15. شغل منصب رئيس الهيئة العامة للاتصالات وتقنية المعلومات بدرجة وزير من سنة 2014 إلى 2022م [2]